# Rosenbergs Arkitekter
Rosenbergs Arkitekter AB var ett svenskt arkitektkontor som arbetade med offentliga byggnader, bostäder, arbetsplatser, handel, interiörer samt stadsutveckling. Firman grundades 1955 av Gustaf Rosenberg och Olle Stål, under namnet Rosenberg & Stål Arkitektkontor. Sedan valdes även Hans Rosenberg in som delägare och var med och drev kontoret. Från och med 1993 ägdes och drevs kontoret av arkitekterna Alessandro Ripellino och Inga Varg. I mars 2014 överfördes arkitekternas respektive verksamhet till de två bolagen Varg Arkitekter AB och Alessandro Ripellino Arkitekter AB. Rosenbergs Arkitekter lades i och med detta ned.

## Verksamhet
Arkitektkontoret har gjort sig känt för att genomföra stora projekt, ofta i en sorts mjuk strukturalism. I början jobbade Rosenbergs mest med offentliga byggnader och stora kontorshus, men under det senaste decenniet har de breddat sitt verksamhetsfält till att innefatta även stadsutvecklingsprojekt och flerbostadshus. Bland verken märks Lindhagsskrapan i Kvarteret Lusten, Flat Iron Building vid Norra Bantorget i Stockholm, SEB:s kontorsbyggnad Bankhus 90 i Rissne, Tomteboda postterminal, höghushotellet Rica Talk Hotel samt Stockholmsmässan i Älvsjö för vilken kontoret har stått för den arkitektoniska gestaltningen sedan slutet på 1990-talet. 
Rosenbergs har även gestaltat flera av de stora stadsbyggnadsprojekt som är på gång i Stockholm, bland annat har kontoret gjort förslag för utbyggnad av Västra city i Stockholm, vunnit ett uppdrag om stadsutveckling på den före detta galoppbanan i Täby kommun samt ett planuppdrag för omvandlingen av Södra Värtahamnen till stadsdel. De har även arbetat med flera bostadsprojekt som ännu inte uppförts, bland annat flerbostadshus i Norra Djurgårdsstaden, Lilla Essingen och Telefonplan, höghus i tidningskvarteret, Stadshagen och Borås, ett bostadstorn vid Liljeholmskajen samt bostadsbebyggelse i kvarteret Kabelverket i Älvsjö.

### Byggnader i urval
- 1972 Sollentuna sim- och sporthall
- 1983 Tomteboda postterminal i Solna kommun
- 1985 IBM:s försäljningskontor i Kista
- 1992 Bankhus 90 i Rissne
- 1993 Tekniska Verken i Linköping
- 2002 IT-universitetet Forum
- 2002 Elektronikbyn i Kista
- 2002 Zanderska huset, Campus Huddinge
- 2006 Rica Talk Hotel i Älvsjö[3]
- 2008 Bostäder i kv. Sjöfarten, Hammarby Sjöstad
- 2008 Flat Iron Building, Torsgatan/Norra Bantorget, Västra city
- 2010 Entréhuset i Årstadalshamnen
- 2011 Punkthus i Hökarängen
- 1999-2010 Stockholmsmässan; AE-hallen (2009), C-hallen (1999), B-galleriet (2010)
- 2011 Lindhagsskrapan i Kvarteret Lusten

## Fotogalleri

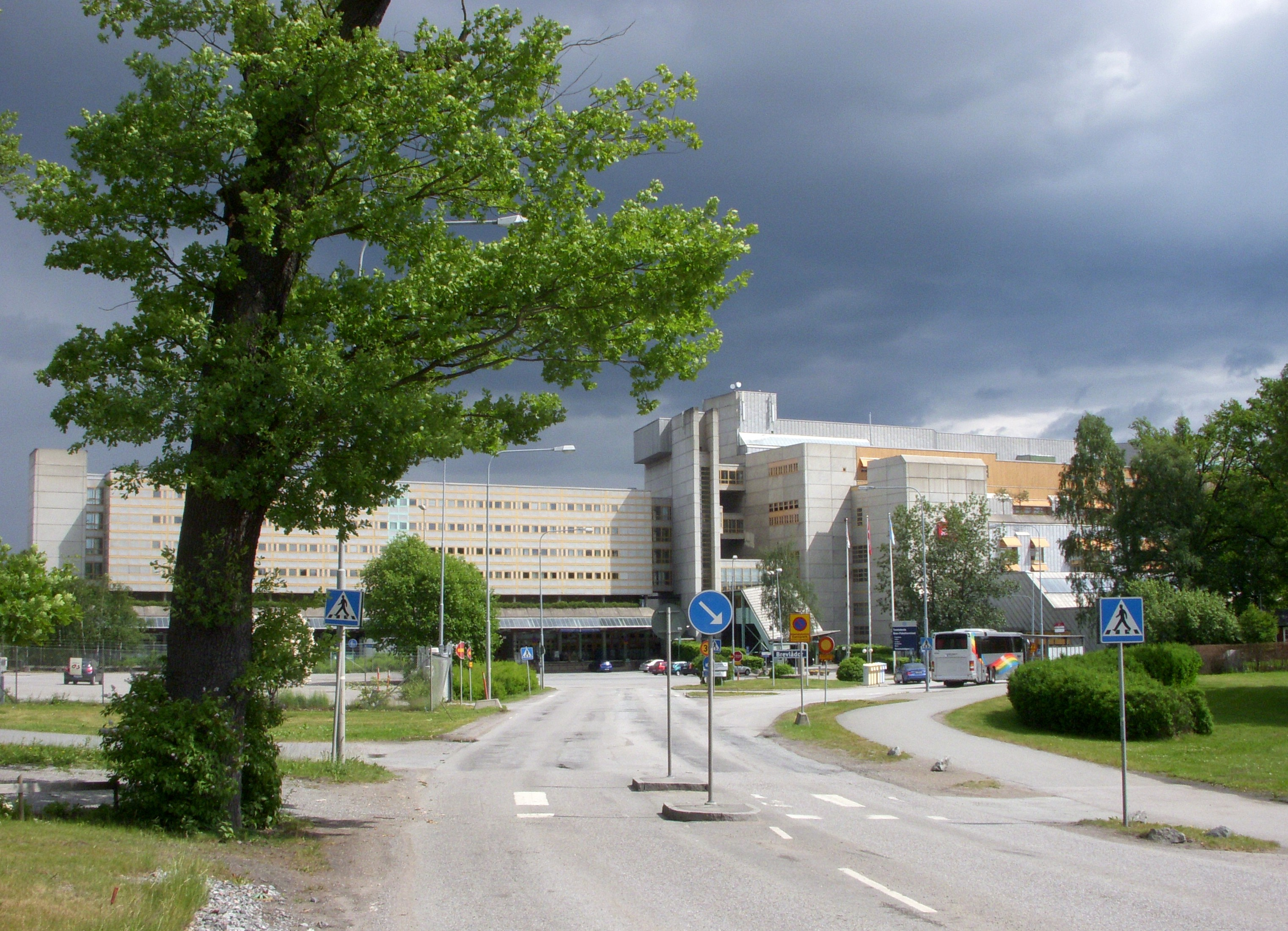
Tomteboda postterminal
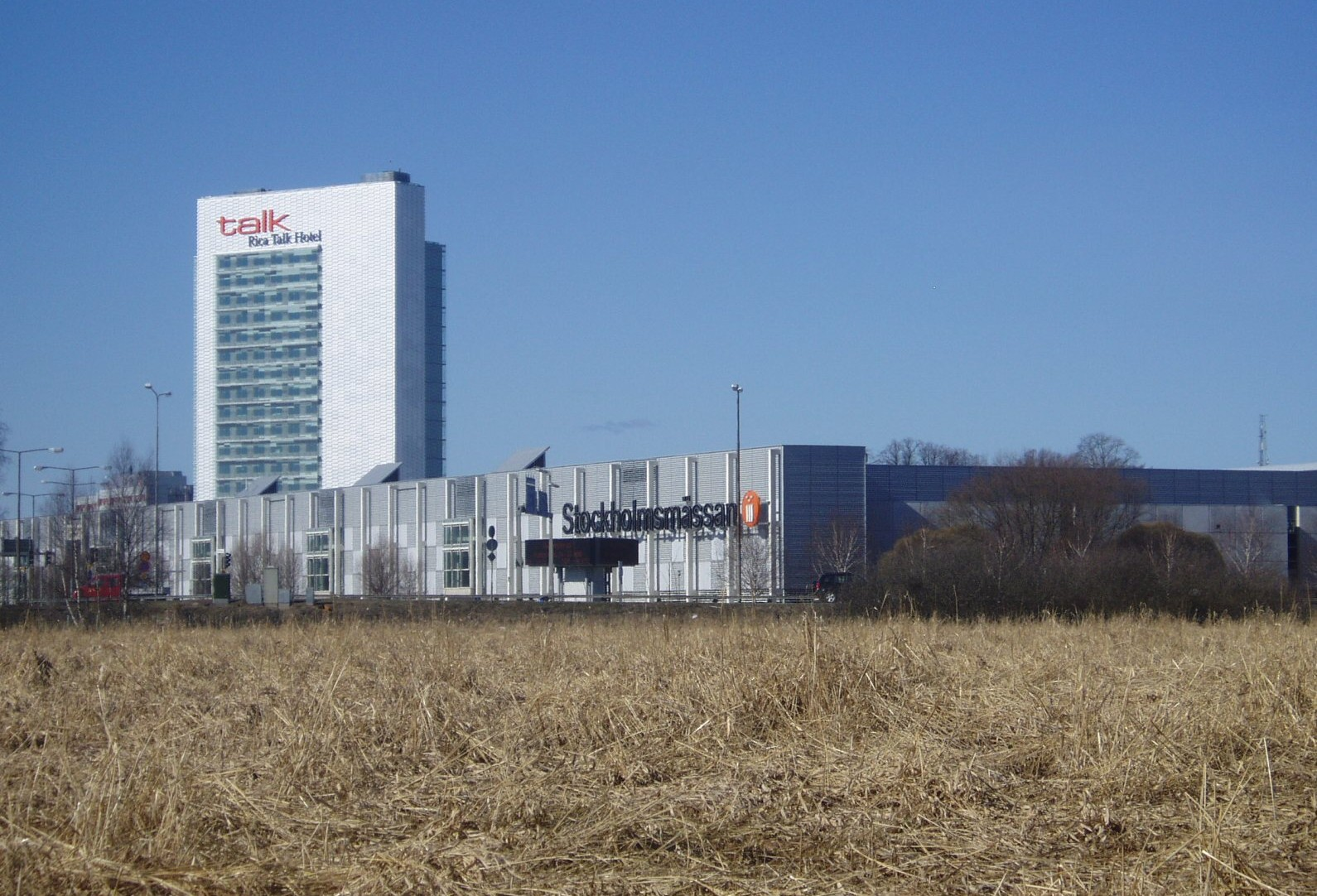
Rica Talk Hotel vid Stockholmsmässan
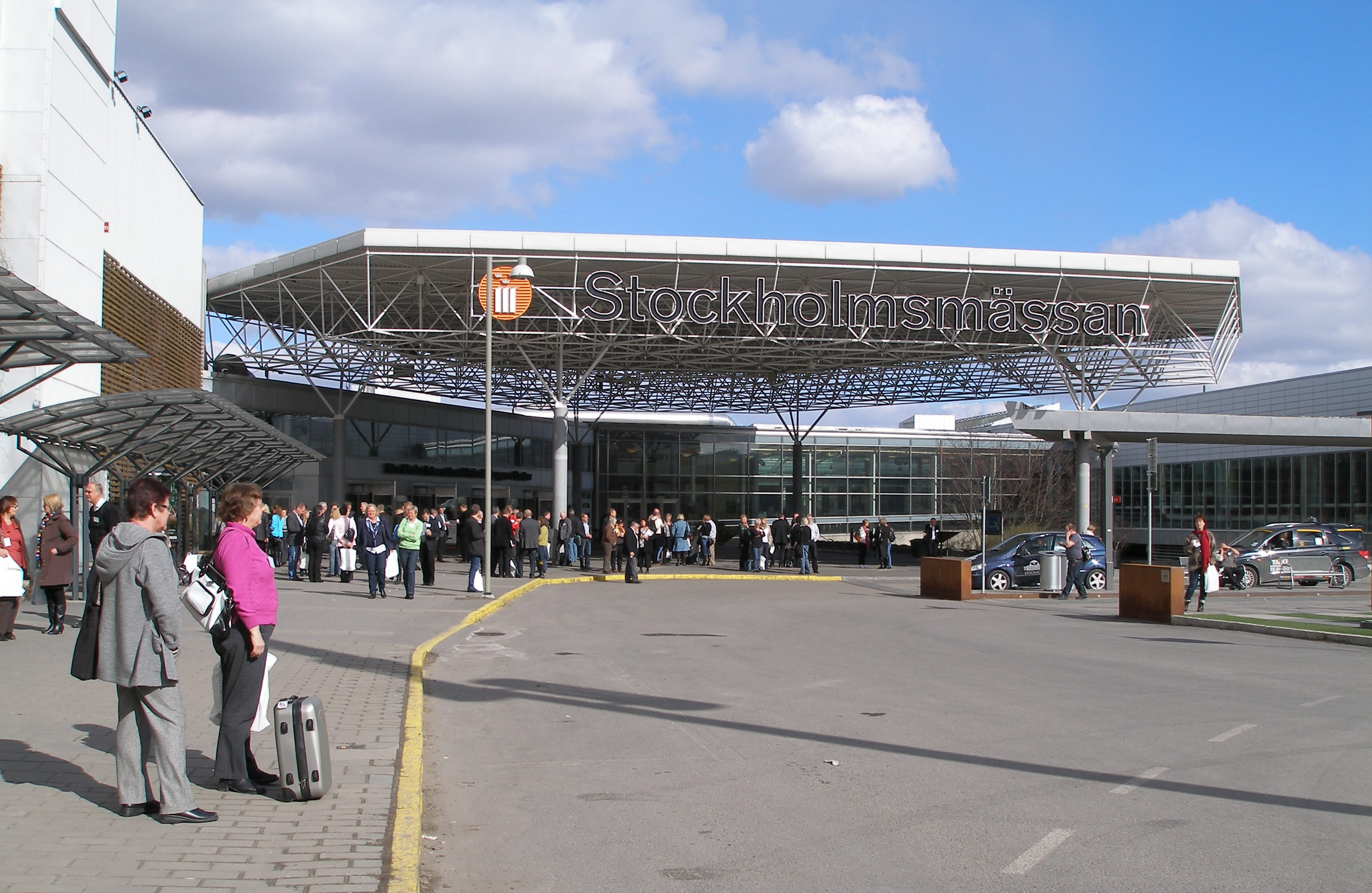
Stockholmsmässan
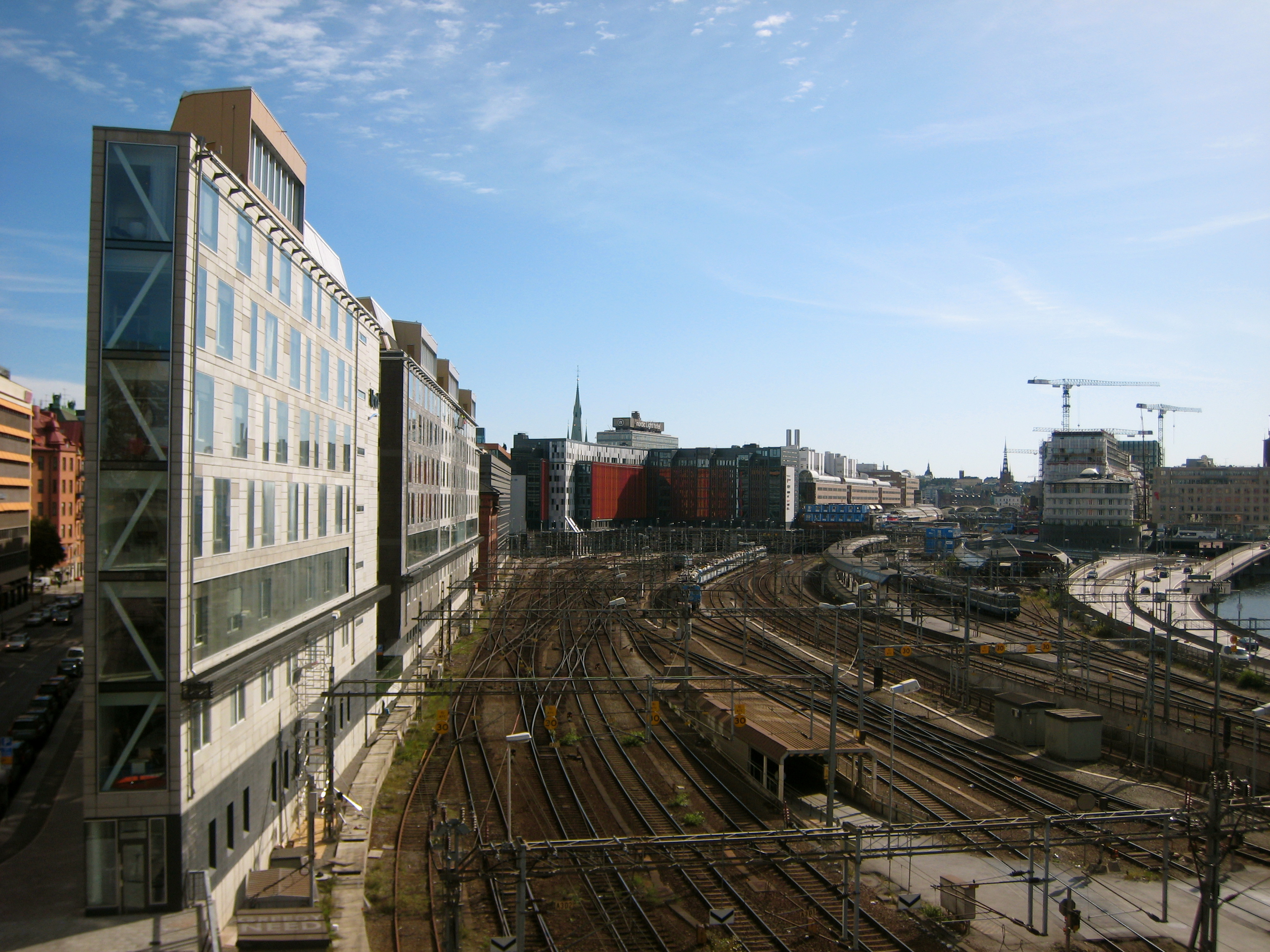
Flat Iron Building, Stockholm
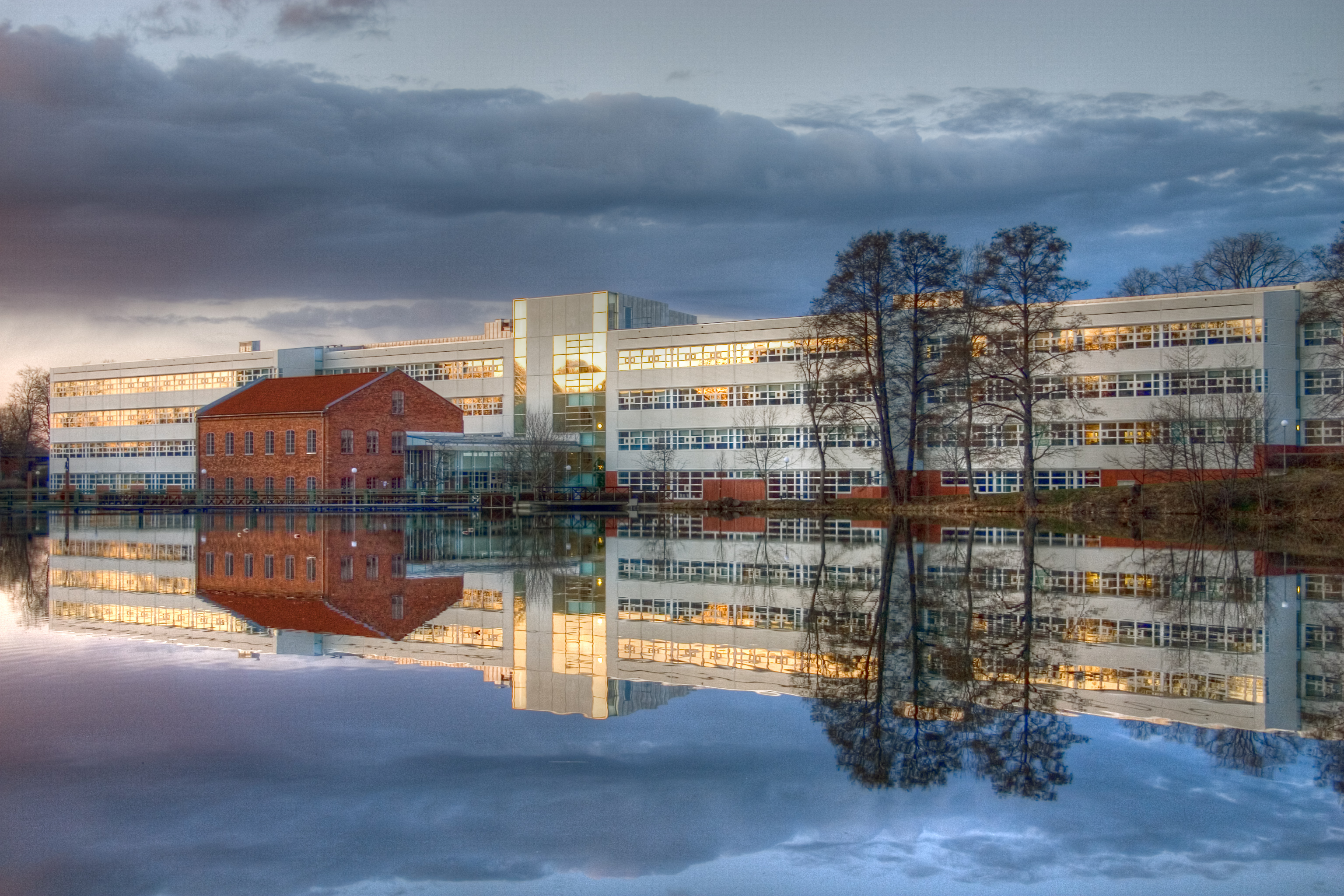
Tekniska verkens huvudkontor vid Stångebro i Linköping
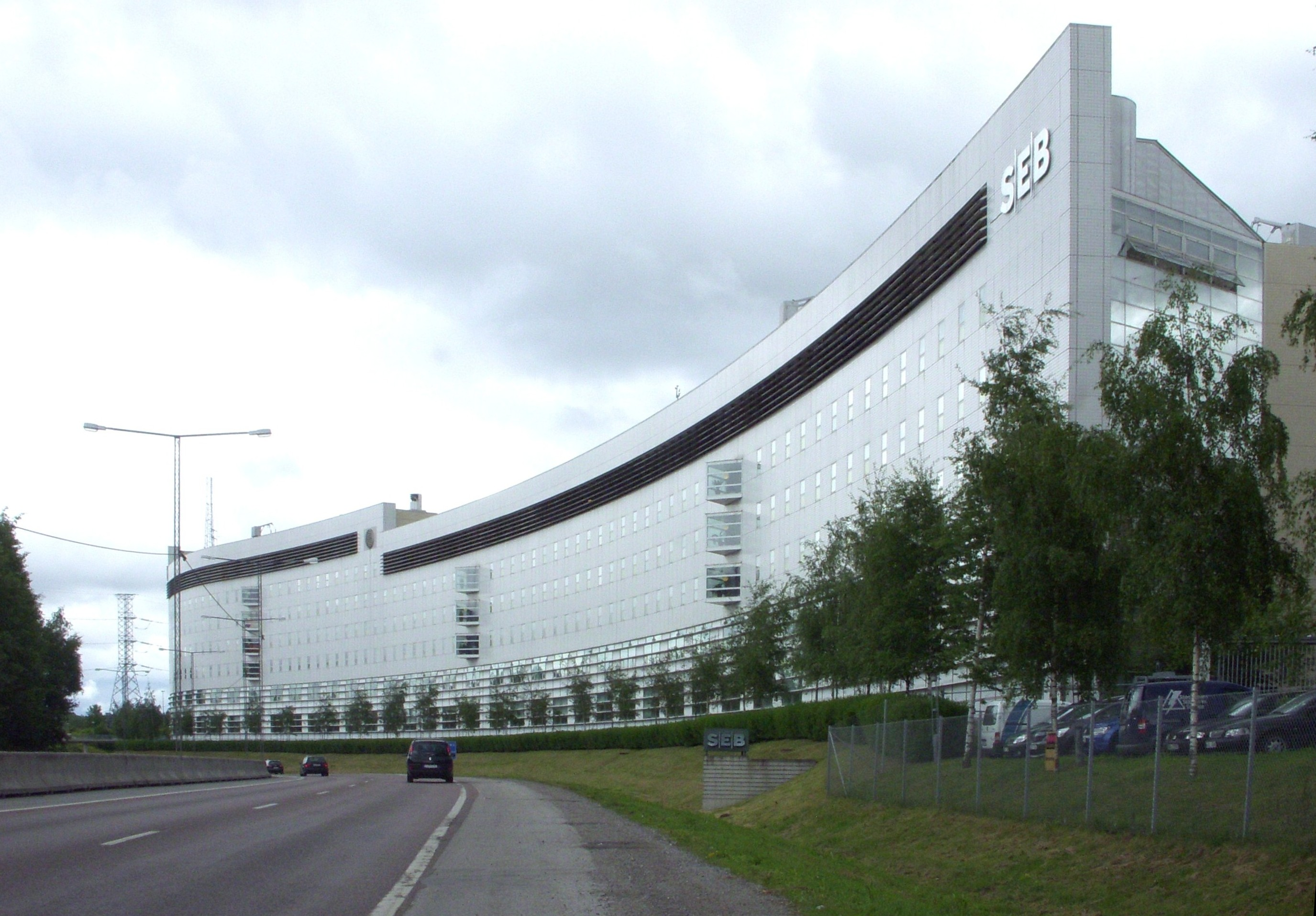
Bankhus 90, kontor för SEB i Rissne
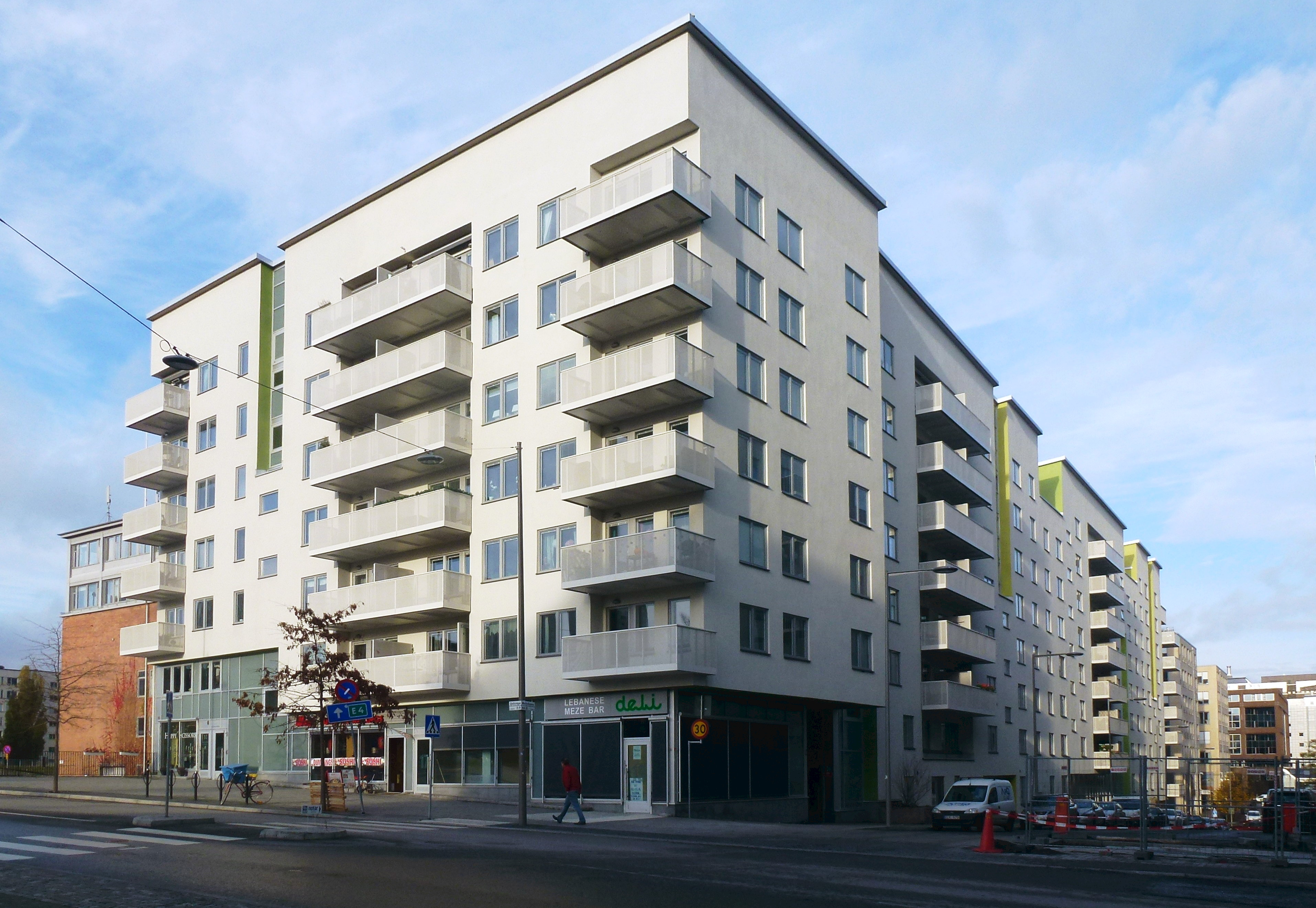
Entréhuset Årstadal
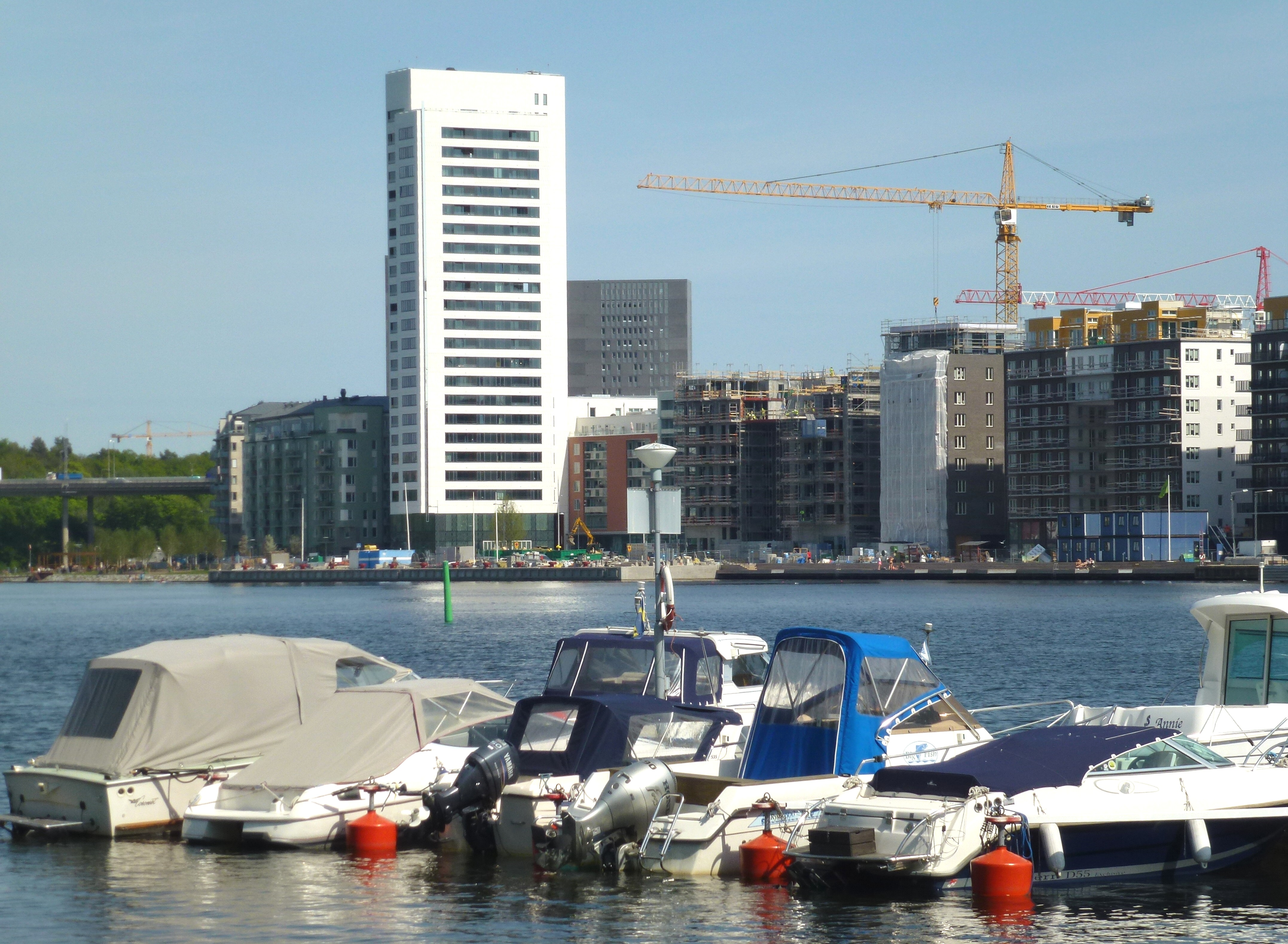
Lindhagsskrapan på Kungsholmen

Ombyggnad/inredning
- Sollentuna fria gymnasium
- Hotell Birger Jarl
- Hilton Slussen, fasadbelysningen

Stadsutveckling
- Täby Parkstad, bostadsområde på den gamla galoppbanan
- Nya Klara Västra city, utredning av bebyggelse i centrala Stockholm
- Munksjön i Jönköping, ny stadsdel
- Gubbängsfältet, bostadsbebyggelse och sport
- Södra Värtahamnen, göra om till bostadsområde
- Studio Ulvsunda, boende på gammal industrimark
- Gullmarsplan, en knutpunkt i södra Stockholm
- Stockholmsfyren - skissförslag för Stockholms högsta byggnad vid Ropsten

### Utmärkelser
- 1975 Kasper Salin-priset för Sollentuna sim- och sporthall
- 1982 Tengbomspriset för Tomteboda postterminal
- 1986 Partek Höganäs keramikpris för fasadgestaltningen av IBM:s försäljningskontor i Kista.
- 1992 Betongelementföreningens Arkitekturpris för Bankhus 90 i Rissne.[4]
- 1994 Kasper Salin-priset för Tekniska Verken i Linköping.
- 2000 Stockholms stads Årets skylt tilldelas Stockholmsmässan för en helhetslösning där fasadutformning, skyltning och belysning samspelar.
- 2006 Stockholms läns hembygdsförbunds byggnadspris för Rica Talk Hotel.[5]
- 2008 Glasbranschföreningens glaspris för Rica Talk Hotel.[6]
- 2010 Svensk betongs Arkitekturpris för Flat Iron Building.[4]
- 2012 International Galvanizing Awards för AE-Hallen, Stockholmsmässan.[7]